# 翊教寺
翊教寺是位于今中华人民共和国北京市西城区育教胡同路北的一座汉传佛教寺院，现已无存。

## 历史
翊教寺位于育教胡同路北。育教胡同原名“翊教寺胡同”、“翊教寺街”，因翊教寺而得名。该胡同位于育幼胡同和赵登禹路之间，为东西走向。1990年代末，因兴建平安大街，胡同消失，原址现为平安里西大街路北。
《钦定日下旧闻考·卷五十二·城市内城西城三 》载：
原：普安寺在西城河漕西，翊教寺之东，有李贤、董份二碑。（《析津日记》）臣等谨按：普安寺在翊教寺西，《析津日记》作在翊教寺东，误。李贤碑无考。董份碑今存，词甚鄙俚，且误份为汾，乃他人伪托。至翊教寺，考明侍郎汪道昆、编修林增志二碑俱称始于宋时，迄今尚为戒坛下院，亦古刹也。
增：徐阶重修普安寺功徳碑略
禁垣西北有渠曰漕，近漕之西旧有普安寺，起于国初，岁久颓败。司礼监太监黄锦修之，凡五春秋而落成。嘉靖甲子
十月立。
增：葛守礼重修普安寺碑略
西城河漕西有梵宇曰“普安”，建自国初，修于嘉靖。万历二年四月十日，慈圣皇太后发帑金重葺其旧，加造藏经殿五楹，廊房二十楹，工始于万历三年二月，讫于是年五月。
增：汪道昆重修翊教寺碑略
城西翊教寺，宋所建也，修于成化八年，废久矣。嘉靖三十一年，司礼太监焦忠撤而新之。万历五年立。
增：林增志重修翊教寺碑略
鳯城之西，寺名翊教。源于宋朝，蕃于万历。沿禩周甲，物力耗頹。僧心宗募修之。崇祯十六年癸未立

根据《日下旧闻考》，翊教寺创建于宋朝，明朝成化八年（1472年）、嘉靖三十一年（1552年）、万历五年（1577年）重修扩建，形成了自山门至后殿共五进院落。该寺在普安寺以东。
中华民国时期，翊教寺因潭柘寺及其住持释茂林而闻名。释茂林在琉璃河畔的窦店重恩寺出家，擅长交际，在京兆（北京城及外八县）以及华北名声很大，中华民国时期升任潭柘寺方丈，并领西山八大处各寺院，后来曾任华北佛教会会长。
翊教寺是潭柘寺、西山八大处第六处香界寺的下院。中华民国时期，释茂林的弟子释德福（俗姓王）为香界寺住持兼翊教寺住持，释茂林的另一位弟子释德贞为翊教寺监院。
翊教寺一直对外办理停灵暂厝，承办丧葬，应酬佛事，以“观灯（传灯）焰口”（即地藏十王宝灯仪）而著称。“传灯焰口”是在施放瑜伽焰口前，举办一场供养十殿阎君的佛事，通常以两根老弦，一头拴在焰口座上，一头拴在灵堂之前，用两个“灯人”手托灯盘，灯盘内点灯花或者放“香、花、灯、涂（水）、果、茶、食、宝、珠、衣”这 “十供养”，穿行在老弦之上，上下来回传送，如同京剧演员的“出相入相”。1938年12月，吴佩孚逝世后的“首七”之日，释茂林便率翊教寺僧众祈建一坛四十九位高僧参加、七位金刚上师主法的“昆卢座”焰口。释茂林就坐于七位正座金刚上师中间，释德福也是金刚上师之一，翊教寺监院释德贞担任“播文尊者”。
太平洋战争爆发后，日本宣称“正义和平”。在日伪当局的授意之下，释茂林、释德福开办祈祷世界和平法会，有时连办四十九天。此外，在华北政务委员会委员长王揖唐主持之下，翊教寺还办过“超拔畜灵法会”，因为日军占领北平后，见市民养犬有碍其侦察与缉捕，乃在北平全市灭犬，引发市民反感。华北政务委员会遂于同年农历七月十五日，为遭到扑杀的犬类等畜灵举办“法会”，号称“登斯民于衽席，化妖气为祥和”，放“舍施功德吉祥焰口”，并祭送法船。
中华人民共和国成立后，释茂林年高，未还俗。因其在日伪时期受日伪利用，故遭到佛教界善信人士批判。改革开放后落实宗教政策，称“茂林对自己没有坚持民族气节深为忏悔，积极改造自己的政治观点、立场，很有改恶从善的表现。”1980年代初，释茂林在西四弘慈广济寺圆寂，佛教界为其举办追荐道场，并施放瑜伽焰口。
中华民国成立后，翊教寺东跨院曾建有良弼祠。良弼1912年1月12日同溥伟、铁良等人组成“君主立宪维持会”（俗称“宗社党”)，反对南北议和、清帝逊位。1912年1月26日，良弼回家，在今西四大红罗厂胡同的家门口遭彭家珍用炸弹袭击，随后身亡。2月1日，典礼院曾提议以副都统阵亡例，从优赐恤，但到清帝逊位（2月12日），却“毋庸予谥”，结果一直到1923年清室在翊教寺东跨院建良弼祠，并给以私谥才了结。良弼祠的匾额由革命党人吴敬恒题下款。当时不少人对此提出异议。释茂林、释德福等人解释称，政见异同不应用暴力为手段解决，吴敬恒题匾正是一种“忏悔”，也避免良弼家族报复革命党人。
民国十五年（1926年），翊教寺顺应形势，创办私立翊教女子中学，首先设初中班，学生不到百人，但教学质量和市立中学相比并不差。民国十六年（1927年），获得广东吴淑嫒女士捐款万元，乃增设高中班，学生曾达到四百多人，成为一所正规的女子中学，受到了教育部门表彰。七七事变后，因缺乏经费，该校逐渐减少班次，最后不得不停办。
中华人民共和国初期，翊教寺曾被妇联生产组占用。后来，在该寺建成了医疗设备厂，殿宇及佛像遭拆除，改为生产车间。该寺僧众也被遣散还俗。住持释德福曾多次为还俗的青年僧人介绍配偶，安排工作。释德福本人也还俗，恢复俗家的王姓，并娶妻。1980年代，北京佛教界人士曾经多次推荐释德福补戒归寺，出任北京什刹海广化寺住持，但被释德福推辞。1990年代初，释德福逝世。

## 建筑
翊教寺从山门到后殿共有五层院落。大雄宝殿内供奉释迦牟尼佛、药师佛、阿弥陀佛，其中心殿堂供奉有千手千眼观音。